# Vietnám az 1960. évi nyári olimpiai játékokon
Vietnám az olaszországi Rómában megrendezett 1960. évi nyári olimpiai játékok egyik részt vevő nemzete volt. Az országot az olimpián 2 sportágban 3 sportoló képviselte, akik érmet nem szereztek.

## Úszás
Férfi
| Versenyző      | Versenyszám | Előfutam | Előfutam | Előfutam | Elődöntő | Elődöntő | Elődöntő | Döntő   | Döntő    |
| Versenyző      | Versenyszám | Idő      | Hely.    | Össz.    | Idő      | Hely.    | Össz.    | Idő     | Helyezés |
| -------------- | ----------- | -------- | -------- | -------- | -------- | -------- | -------- | ------- | -------- |
| Phan Hữu Dong  | 100 m gyors | 1:01,3   | 6.       | 44.      | kiesett  | kiesett  | kiesett  | kiesett | kiesett  |
| Trương Ke Nhon | 200 m mell  | 2:53,0   | 7.       | 32.      | kiesett  | kiesett  | kiesett  | kiesett | kiesett  |

## Vívás
Férfi
| Versenyző     | Versenyszám       | Csoportkör | Csoportkör | Csoportkör        | Csoportkör | Csoportkör        | Csoportkör  | Csoportkör        | Csoportkör | Csoportkör        | Csoportkör | Helyezés    |
| Versenyző     | Versenyszám       | 1. kör | 1. kör     | 2. kör            | 2. kör     | Negyeddöntő       | Negyeddöntő | Elődöntő          | Elődöntő   | Döntő             | Döntő      | Helyezés    |
| Versenyző     | Versenyszám       | Ellenfél Eredmény | Hely.      | Ellenfél Eredmény | Hely.      | Ellenfél Eredmény | Hely.       | Ellenfél Eredmény | Hely.      | Ellenfél Eredmény | Hely.      | Helyezés    |
| ------------- | ----------------- | --- | ---------- | ----------------- | ---------- | ----------------- | ----------- | ----------------- | ---------- | ----------------- | ---------- | ----------- |
| Trần Văn Xuan | Tőr, egyéni       | 8. csoport · Jean Link (LUX) · 3-5 · Kamuti László (HUN) · 1-5 · Brian McCowage (AUS) · 4-5 · Ókava Heizaburó (JPN) · 0-5 · Orvar Lindwall (SWE) · 4-5 · Charles El-Gressy (MAR) · nem vívtak | 7.         | kiesett           | kiesett    | kiesett           | kiesett     | kiesett           | kiesett    | kiesett           | kiesett    | helyezetlen |
| Trần Văn Xuan | Párbajtőr, egyéni | 2. csoport · Sákovics József (HUN) · 1-5 · Roger Achten (BEL) · 2-5 · José Ferreira (POR) · 2-5 · Kaj Czarnecki (FIN) · 2-5 · Hans Lagerwall (SWE) · 1-5                                      | 6.         | kiesett           | kiesett    | kiesett           | kiesett     | kiesett           | kiesett    | kiesett           | kiesett    | helyezetlen |
| Trần Văn Xuan | Kard, egyéni      | 12. csoport · David van Gelder (ISR) · 5-0 · Allan Kwartler (USA) · 1-5 · Teodoro Goliardi (URU) · 1-5 · Jacques Lefèvre (FRA) · 2-5 · Funamizu Micujuki (JPN) · 4-5                          | 5.         | kiesett           | kiesett    | kiesett           | kiesett     | kiesett           | kiesett    | kiesett           | kiesett    | helyezetlen |